# Henryk Olszański

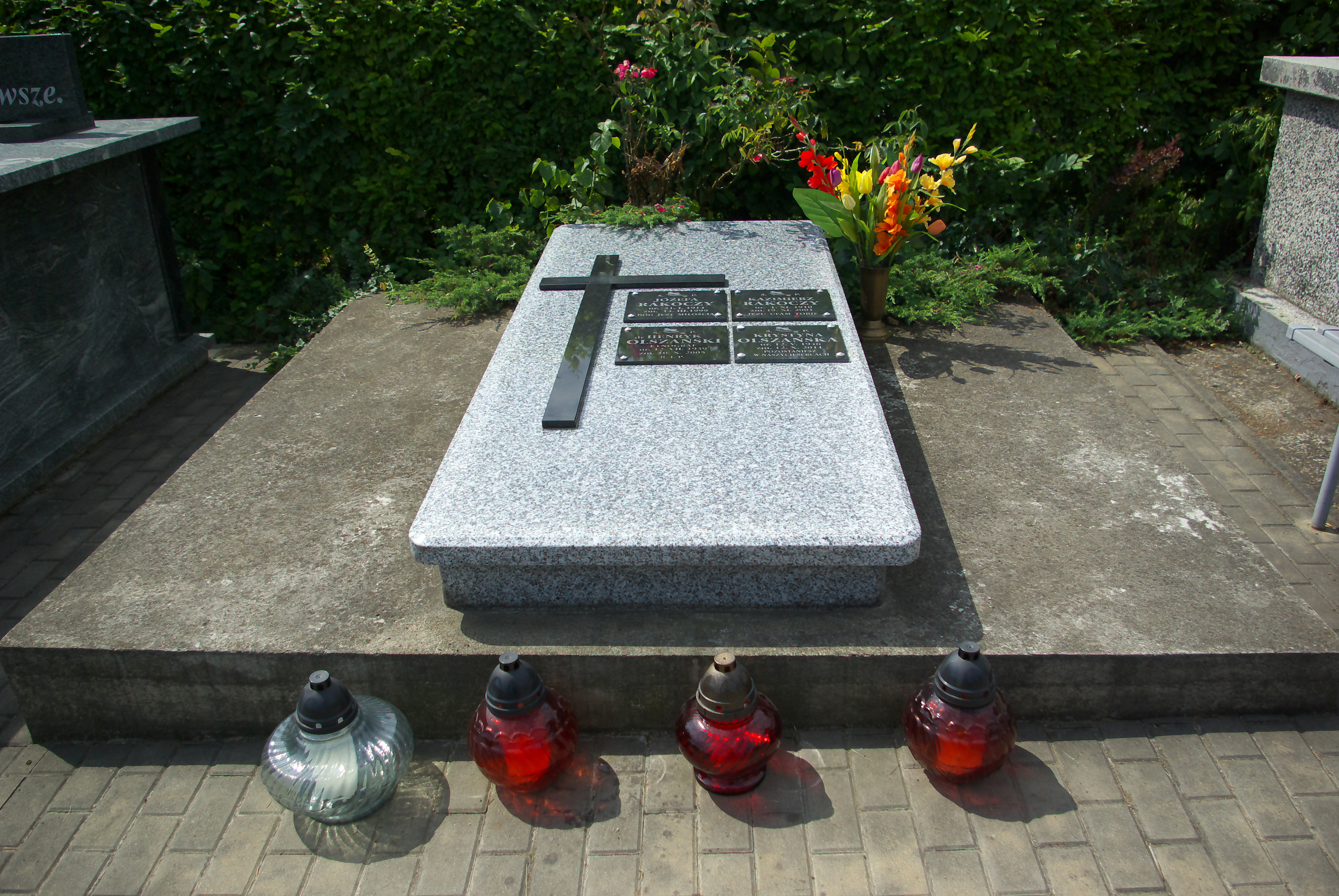
Grobowiec Henryka Olszańskiego

Henryk Olszański (ur. 12 lipca 1939, zm. 10 października 2005) – polski etnograf, doktor nauk humanistycznych i kustosz Muzeum Budownictwa Ludowego w Sanoku.

## Życiorys
Ukończył studia na Uniwersytecie Jagiellońskim, gdzie w 1984 uzyskał tytuł naukowy doktora. Od 1966 pracował w Muzeum Budownictwa Ludowego w Sanoku, od 1972 był kierownikiem merytorycznym Parku Etnograficznego MBL. Regularnie publikował na łamach czasopisma „Materiały Muzeum Budownictwa Ludowego w Sanoku” oraz był redaktorem naczelnym wydania 35 z 2001 roku. Razem z profesorem Jerzym Czajkowskim był autorem największego projektu Parku Etnograficznego w Sanoku polegającego na budowie sektora małomiasteczkowego. Autor licznych publikacji z dziedziny etnografii. W wyborach samorządowych w 1998 kandydował bez powodzenia do Rady Miasta Sanoka z listy „Zjednoczeni” – mieszkańcy Sanoka i Powiatu. Od 2003 do 2005 był wykładowcą w Instytucie Kulturoznawstwa w Państwowej Wyższej Szkole Zawodowej im. Jana Grodka w Sanoku.
Został pochowany na Cmentarzu Centralnym w Sanoku.

## Publikacje
- Chłopskie wiatraki Pogórza (1976)
- Tradycyjne olejarstwo w Polsce (1989)
- Chłopskie wiatraki Podkarpacia (2002)
- Zamieszańcy. Studium etnograficzne (2007)

## Wyróżnienia
- Złota Odznaka „Zasłużony Działacz Kultury” (1978)[5][6]
- Nagroda im. Franciszka Kotuli II stopnia (1991, za wieloletnie badania nad kulturą ludową Podkarpacia, szczególnie w zakresie budownictwa i rzemiosł ludowych oraz za pracę o tradycyjnym olejarstwie w Polsce)[7]
- Nagroda zarządu województwa podkarpackiego dla zasłużonych działaczy kultury (2001)[8]